# Vinko Rosić
Vinko Rosić (Serbian (Cyrillic script): Винко Росић)  (Split, 21 de maig de 1941 - Vis, 9 de juny de 2006) fou un waterpolista croat que va competir sota bandera iugoslava durant les dècades de 1950 i 1960.
El 1964 va prendre part en els Jocs Olímpics d'Estiu de Tòquio, on guanyà la medalla de plata en la competició del waterpolo.
En el seu palmarès també destaquen dues medalles al Campionat d'Europa de waterpolo, de plata el 1962 i de bronze el 1966. Als Jocs del Mediterrani també guanyà dues medalles, de plata el 1963 i d'or el 1963.
A nivell de clubs jugà al VK Mornar de Split de 1957 al 1962, amb qui guanyà la lliga iugoslava de 1961. També jugà, durant un breu període al VK Solaris.